# 邓州南朝彩色画像砖
邓州南朝彩色画像砖出土于河南省邓州市张村镇学庄村西南的一座南朝刘宋时期的墓地。这批画像砖自1957年12月出土后轰动考古界，是中国工艺美术考古的重大发现。这些画像砖上的画像种类多样，大体涵盖了当时社会生活的各个方面，是现代人了解南朝社会的实物标本，具有重要研究价值。画像砖现分别收藏于中国国家博物馆和河南博物院。

## 时代地理
南北朝是中国历史上南北分裂时期。 这一时期，中国北方的北魏、东魏、西魏、北齐、北周等朝被统称为北朝。南方的刘宋、 齐、 梁、 陈四朝被合称为南朝。邓州位于河南省西南部，在南北朝时期，这里地处南北边界，是各方势力争夺的要塞，是南朝早期的边防重镇。太和23年（499年），北魏孝文帝和南齐将领陈显达在邓州东北的马圈城发生大规模军事冲突，北方的势力才较稳定的渗透到这一地区。然而一直到萧梁初期，邓州地区仍处于南北势力相互争夺之局。

## 墓地状况
1957年邓州兴修水利时，这座彩色画像砖墓被发现，河南省考古工作队于1958年进驻发掘。因为出土的墓砖上有墨书文字“家在吴郡”等字，故被鉴定为南朝刘宋墓。该墓高度约3.2米。南北长9.8米。墓葬结构复杂， 形制庞大，由墓室和甬道两部分组成，全墓全部用特制的浮雕画像砖筑成。据估算，建成此墓需用9万块砖。 
墓砖具有平整、光滑、坚硬的特点，形状可分为长方形、楔形、矩形和子母形等，花纹砖可分为莲花纹、菊花纹、忍冬纹、女相身荷花纹等12种。这些砖根据不同形状被分别砌筑在券顶、墙壁和地面上。甬道、墓室一砖一图镶砌的34种模印画像砖，填涂红、黄、绿、蓝、棕、紫、黑七种颜色，出土时色泽鲜艳如新。

## 画砖详情
邓州南朝彩色画像砖上的每一个画面都有一个主题故事，图画内容可分为三类：第一类数量众多，以牛车为中心的仪仗，内容包括武士、乐舞和鼓吹等；第二类表现的是孝子故事，如“郭巨埋儿”等；第三类是与神话和宗教有关的题材，如青龙、白虎、飞仙、羽人等，既有道教内容，也有佛教内容。这批画像砖多用浅浮雕的雕刻手法，画面呈现很强的立体感。这种手法在附近南阳出土的汉代汉画像砖上被广泛采用，邓州南朝彩色画像砖在技法上明显受到南阳汉画砖技法影响。邓州南朝彩色画像砖的绘画艺术线条的运用非常讲究，线条流畅，刻划准确，节奏感强。画像砖的着彩虽色彩简单，但颜色增加了画面的感染力。更不可多得的是这批画像砖出土时颜色如新，几十年后，其色彩仍保存完好。部分砖上有榜题，如“千秋万岁”、“老莱子”、“浮丘公”等。

## 图片展示
- 河南博物院藏
- 国家博物馆藏
- 河南博物院藏
- 河南博物院藏